# Elizabeth Hirschfelder
Elizabeth Thatcher (Hirschfelder) Stafford  (* 25. April 1902 in Providence, Vereinigte Staaten; † 29. September 2002 in Madison) war eine US-amerikanische Mathematikerin und Hochschullehrerin.

## Leben und Werk
Hirschfelder wurde als ältestes Kind von Evangeline K. (Flagg) (1877–1966), einer direkten Nachkommin von Roger Williams, dem Gründer von Rhode Island, und dem Bankier Arthur Ervin Stafford (geb.1875), in Providence geboren. Sie besuchte ab 1918 das Women’s College of Brown, dem späteren Pembroke College in Brown University, wo sie 1923 den Bachelor-Abschluss und 1924 den Masterabschluss erhielt. Anschließend war sie als Dozentin für reine Mathematik an der University of Texas at Austin und wurde von 1925 bis 1928 als außerordentliche Professorin an der Texas Tech University in Lubbock eingestellt. 1928 studierte sie an der University of Chicago und im gleichen Jahr mit einem Stipendium in Mathematik an der University of Wisconsin–Madison. 1930 promovierte sie bei Mark Hoyt Ingraham als erste Doktorandin mit der Dissertation: Matrices Conjugate to a Given Matrix with Respect to its Minimum Equation. 1931 heiratete sie den russischen Mathematiker Ivan Sokolnikoff. Sie arbeitete bis 1932 als Dozentin an der University of Wisconsin und unterrichtete dort während der Kriegsjahre Armee- und Marinegruppen, Geologen und Ingenieure. 1947 erhielt sie nach ihrer Scheidung eine Ernennung zur Assistenzprofessorin für Mathematik. 1953 heiratete sie Joseph O. Hirschfelder und gab 1954 ihre Position als Assistenzprofessorin für Mathematik auf, um ihren Ehemann auf Vortragsreisen begleiten zu können. Zu Ehren ihres verstorbenen Mannes half sie 1991 bei der Ausrichtung des Joseph O. Hirschfelder-Preises für Theoretische Chemie und spendete für eine Ergänzung des Chemiegebäudes der Universität. Sie stellte auch Mittel zur Verfügung, die 1997 zur Gründung eines Fonds für Absolventinnen in Mathematik, Chemie und Physik der University of Wisconsin Foundation führten. Sie hinterließ bedeutende Nachlässe wie die Broida-Hirschfelder-Stiftung an der Universität von Kalifornien und an der University of Wisconsin.

## Mitgliedschaften
- Mathematical Association of America
- American Mathematical Society
- Phi Beta Kappa
- Sigma Xi

## Veröffentlichungen (Auswahl)
- 1930: Stafford, E. T.: Matrices conjugate to a given matrix with respect to its minimum equation. PhD dissertation, University of Wisconsin
- 1930: mit H. S. Vandiver: Determination of some properly irregular cyclotomic fields. Proc. Nat. Acad. Sci. USA 16
- 1933:  Matrices conjugate to a given matrix with respect to its minimum equation. Amer. J. Math. 55
- 1934: mit I. S. Sokolnikoff: Higher Mathematics for Engineers and Physicists. New York: McGraw-Hill Book Co. Reviews: Amer. Math. Monthly 41
- 1934: mit I. S. Sokolnikoff:  Note on a resolution of linear differential systems. Proc. Edinburgh Math. Soc. 2nd ser. 4
- 1935: mit I. S. Sokolnikoff: The problem of Dirichlet for an ellipsoid. Proc. Nat. Acad. Sci. USA 21
- 1935: mit I. S. Sokolnikoff:  The problem of Dirichlet for an ellipsoid, Terrestr. Mag. Atmosh. Electr. 40
- 1939: mit I. S. Sokolnikoff: Thermal stresses in elastic plates. Trans. Amer. Math. Soc. 45